# Castelo de Dundonald

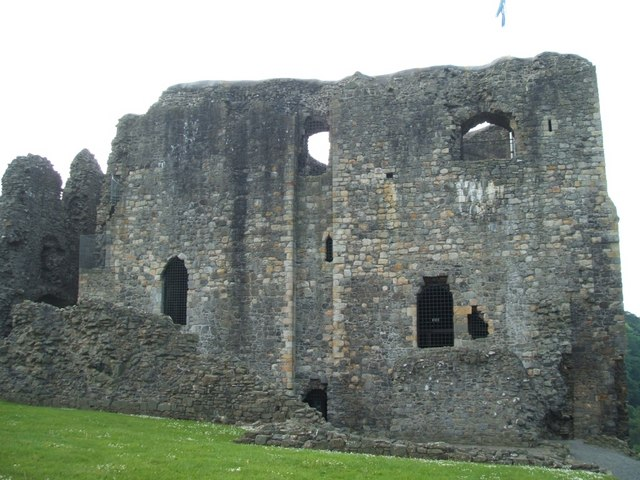
Castelo de Dundonald, Escócia.

O Castelo de Dundonald localiza-se na vila de mesmo nome, na Escócia.
Este imponente castelo foi construído por Roberto II da Escócia em 1370, para marcar a sua sucessão ao trono da Escócia.